# Ваддер, Лодевейк де
Лодевейк, где Ваддер (Lodewijk de Vadder, 8 апреля 1605 Гримберген — 1655, Брюссель) — фламандский художник, гравёр и проектировщик гобеленов.

## Биография
Лодевейк де Ваддер родился в городке Гримберген, расположенном к северу неподалеку от Брюсселя. Вероятно, учился у своего брата Филиппа. В 1625 году женился, в 1628 году стал главой брюссельской гильдии Святого Луки. Де Ваддер имел только 2 ученика, среди которых был И. ван дер Шток.

## Творчество

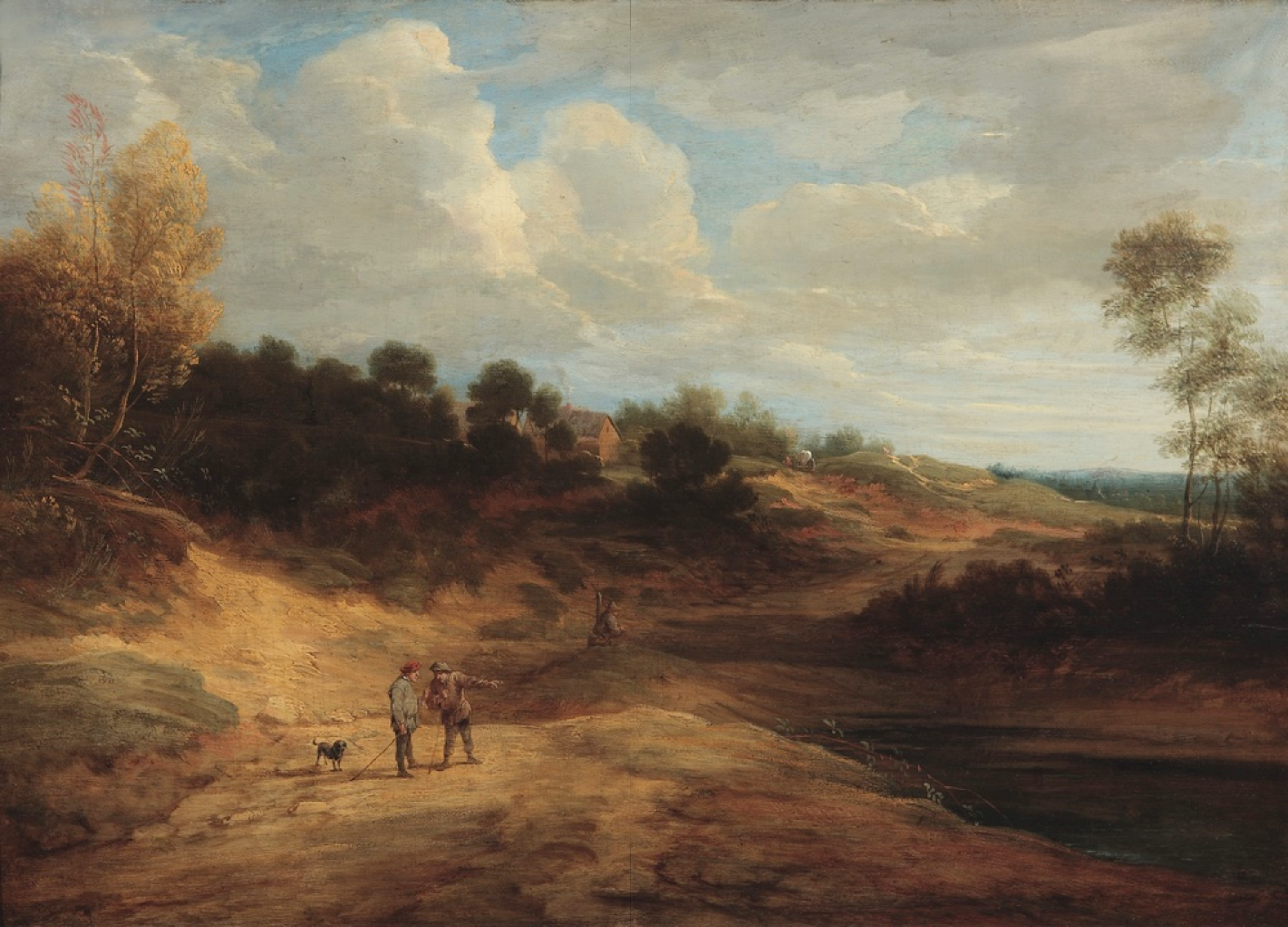
Дюновый пейзаж с подорожниками на тропе возле бухты.

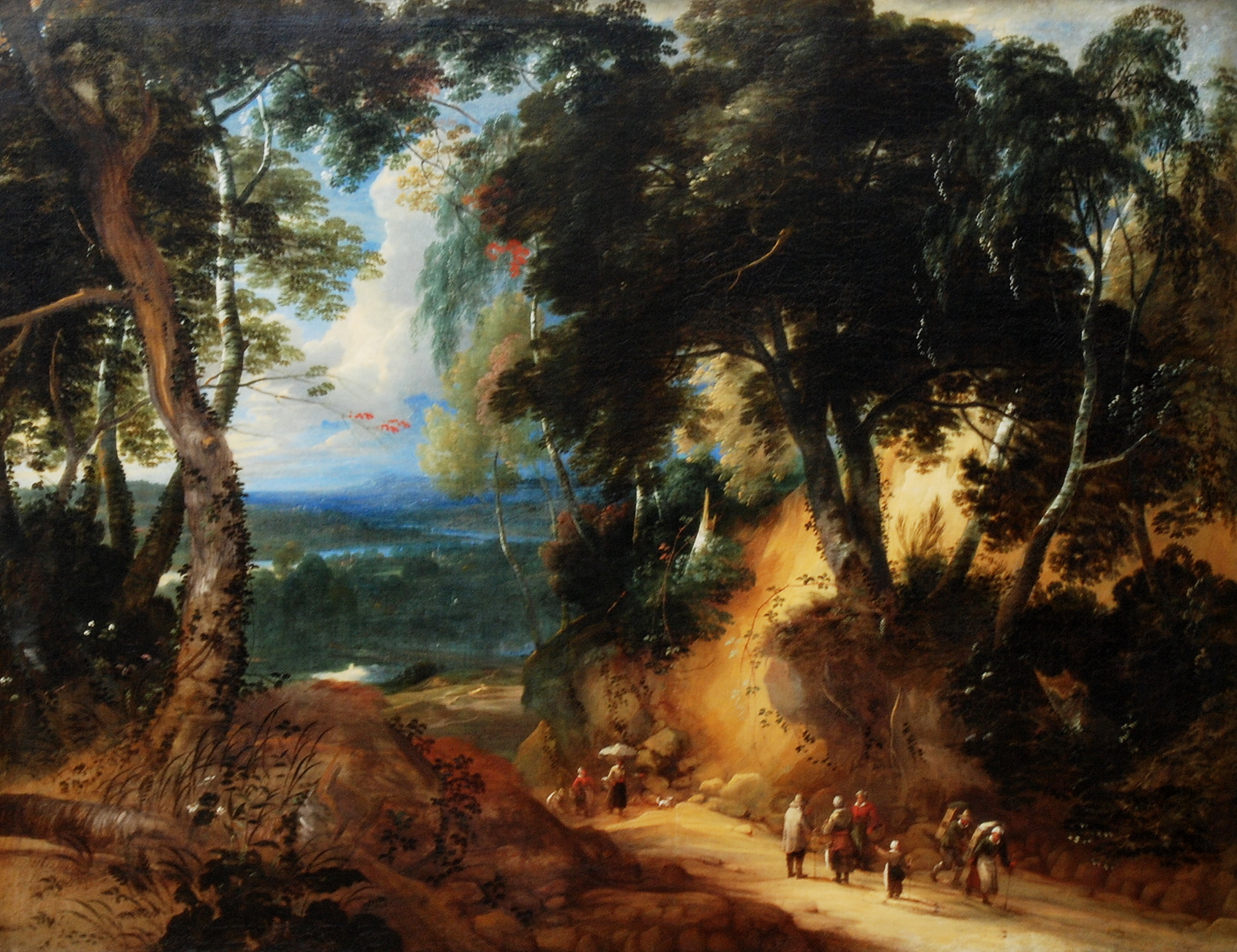
Суаньский лес.

Зная картины брюссельского художника Д. ван Алслоота (1570—1626) Л. де Ваддер взялся за разработанную им тему — окрестности Брюсселя. В этом направлении он особенно рисовал картины с тропинками, украшенными песчаными склонами. В своих небольших картинах он не всегда демонстрирует хорошее чувство композиции, вместе с тем он первый брюссельский пейзажист, который использовал свою палитру для передачи тёплой коричневой атмосферы осенних дней. Де Ваддер совершил нововведения в воспроизведении групп деревьев.